# Dobrica
Dobrica è un villaggio della Serbia situato nella municipalità di Alibunar nel distretto del Banato Meridionale, nella provincia di Voivodina.

## Toponimo
In Serbia il villaggio è conosciuto con il nome di Dobrica (Добрица), in Germania è Dobritza mentre in Ungheria è denominato Kevedobra. L'origine del nome proviene dal termine Serbo "dobro" che in Italiano significa "buono".

## Popolazione
La popolazione del villaggio è maggiormente composta da Serbi è conta 1 344 abitanti (censimento del 2002).
- 1961: 2 617 abitanti
- 1971: 2 376 abitanti
- 1981: 2 006 abitanti
- 1991: 1 621 abitanti
- 2002: 1 344 abitanti